# Содзаго
Содза̀го (на италиански: Sozzago; на пиемонтски: Sosach, Созак, на местен диалект: Sussach, Сюсак) е село и община в Северна Италия, провинция Новара, регион Пиемонт. Разположено е на 129 m надморска височина. Населението на общината е 1069 души (към 2015 г.).